# گروئو پارا
گروئو پارا (به پرتغالی: Grão-Pará) یک منطقهٔ مسکونی در برزیل است که در سانتا کاتارینا واقع شده‌است. گروئو پارا ۶٬۵۹۵ نفر جمعیت دارد.